# Église de Hakunila
L'église de Hakunila (en finnois : Hakunilan kirkko) est située dans le quartier Hakunila de Vantaa en Finlande.

## Description
L'édifice était initialement prévu en 1975-1976 comme centre paroissial. 
L'église avec une charpente en béton armé, des briques de chaux et une base presque ronde a été conçue par l'architecte Pauli Halonen. 
En 1994, des travaux d'agrandissement et de réparation ont été effectués dans le bâtiment sous la direction de Pauli Halonen, et l'évêque Eero Huovinen l'a consacrée comme église la même année.
Les murs du bâtiment sont en pente avec de hautes fenêtres. 
Les murs de la salle paroissiale sont crépis, le plafond intérieur est plat et recouvert d'une grille en aluminium. 
Il y a un bureau du vicaire, une petite chapelle séparée, une salle paroissiale et des locaux de club et de bureau. 
La superficie totale de l'église est de 1 321 mètres carrés et il y a des sièges pour accueillir 280 personnes.
L'orgue à 12 jeux de l'église a été réalisé par le facteur d'orgues Matti Erola en 1987. 
Les textiles de l'église ont été conçus par l'artiste Raija Rastas-Vähäsarjan, le crucifix de l'autel a été réalisé par le sculpteur estonien Aleksander Litvinov, le vitrail de l'autel par l'artiste Dolores Hoffman de Tallinn.

## Galerie

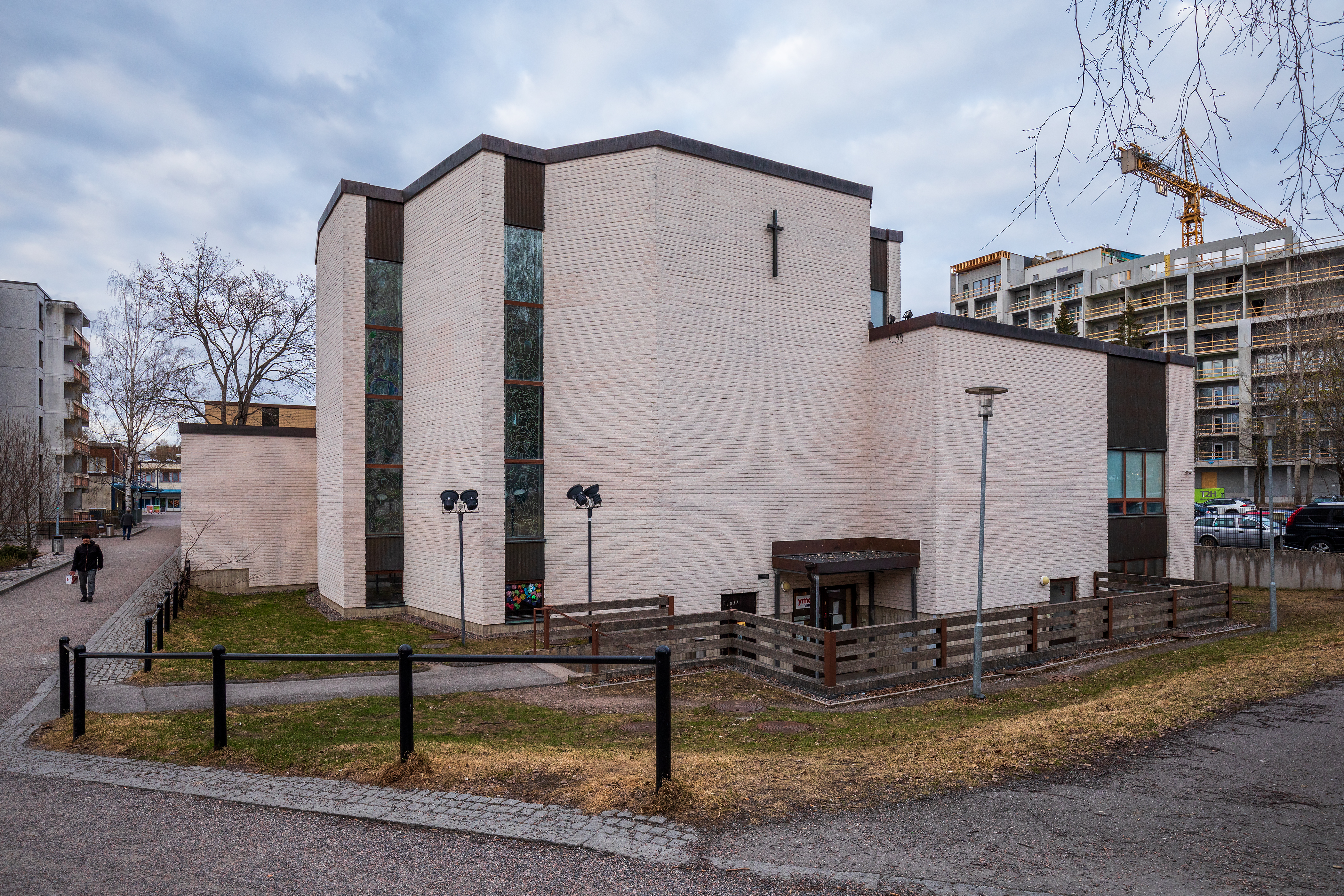
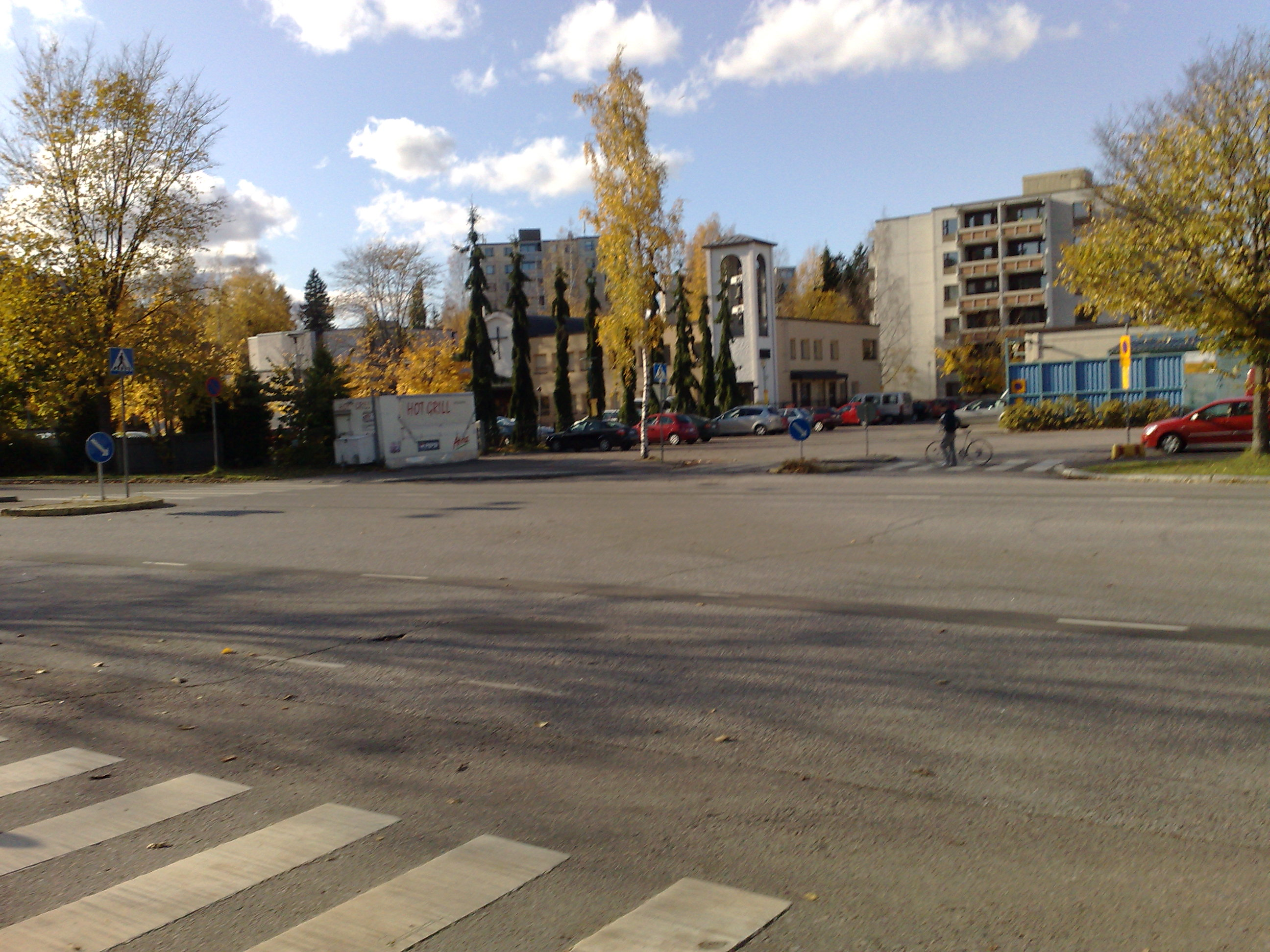